# Jorge Guerricaechevarría
Jorge Guerricaechevarría (n. 10 iulie 1965, Avilés, Asturia, Spania, cunoscut și sub numele de „Guerrica”) este un scenarist spaniol. Un colaborator frecvent al filmelor lui Álex de la Iglesia, el a mai colaborat uneori și cu Daniel Monzón. A câștigat un premiu Goya pentru scenariul filmului Celula 211, adaptare după romanul cu același nume de Francisco Pérez Gandul și a mai avut alte patru nominalizări la premiile Goya pentru cel mai bun scenariu.

## Filmografie
| An   | Film                             | Rol                                                               |
| ---- | -------------------------------- | ----------------------------------------------------------------- |
| 1993 | Acción mutante                   | Co-scenarist cu Alex de la Iglesia                                |
| 1995 | Ziua Bestiei                     | Co-scenarist cu Alex de la Iglesia                                |
| 1997 | Perdita Durango                  | Co-scenarist cu Barry Gifford, David Trueba și Alex De la Iglesia |
| 1997 | Sânge fierbinte                  | Co-scenarist cu Pedro Almodovar și Ray Loriga                     |
| 1999 | Muertos de risa                  | Co-scenarist cu Alex de la Iglesia                                |
| 2000 | Comunitatea                      | Co-scenarist cu Alex de la Iglesia                                |
| 2001 | Juego de Luna                    | Co-scenarist cu Monica Laguna                                     |
| 2002 | They're Watching Us              | scenarist                                                         |
| 2002 | El robo más grande jamás contado | scenarist colaborator                                             |
| 2002 | 800 de gloanțe                   | Co-scenarist cu Alex de la Iglesia                                |
| 2003 | Platillos volantes               | Co-scenarist cu Óscar Aibar                                       |
| 2004 | O crimă ferpectă                 | Co-scenarist cu Alex De la Iglesia                                |
| 2006 | The Kovak Box                    | Co-scenarist cu Daniel Monzon                                     |
| 2008 | Crimele din Oxford               | Co-scenarist cu Alex de la Iglesia                                |
| 2009 | Celula 211                       | Co-scenarist cu Daniel Monzon                                     |
| 2012 | Fin                              | Co-scenarist cu Sergio G. Sánchez                                 |
| 2013 | Vrăjitoarele din Zugarramurdi    | Co-scenarist cu Alex de la Iglesia                                |
| 2014 | El Niño                          | Co-scenarist cu Daniel Monzon                                     |
| 2014 | Vorbind cu zeii                  | Segmentul "The Confession" Co-scenarist cu Alex de la Iglesia     |
| 2015 | Mi gran noche                    | Co-scenarist cu Alex de la Iglesia                                |
| 2016 | Cien años de perdón              | scenarist                                                         |
| 2017 | El bar                           | Co-scenarist cu Alex de la Iglesia                                |
| 2017 | Perfectos desconocidos           | Co-scenarist cu Alex de la Iglesia                                |
| 2018 | El cuaderno de Sara              | scenarist                                                         |
| 2018 | El Aviso                         | Bazat pe un scenariu al său                                       |
| 2018 | Yucatan                          | Co-scenarist cu Daniel Monzon                                     |
| 2019 | Cum îți așterni                  | Co-scenarist cu Juan Galiñanes                                    |
| 2020 | Atinge cerul                     | scenarist                                                         |
| 2021 | Proscrișii                       | Co-scenarist cu Daniel Monzon                                     |
| 2021 | Veneciafrenia                    | Co-scenarist cu Alex De la Iglesia                                |
| 2022 | El cuarto pasajero               | Co-scenarist cu Alex De la Iglesia                                |
| 2022 | Código Emperador                 | scenarist                                                         |